# Thuidiopsis tsunodae
Thuidiopsis tsunodae là một loài Rêu trong họ Thuidiaceae. Loài này được (Broth. ex Iisiba) Broth. miêu tả khoa học đầu tiên năm 1937.